# ドーリス方言

古代ギリシア語の方言の分布図

南イタリアとシケリア島（マグナ・グラエキア）

ドーリス方言（ドリス方言、ドーリア方言とも、英: Doric）は、古代ギリシア語の方言。スパルタ人を中心とするドーリア人に使われた。ギリシア文学における合唱歌などにも使われている。
「西ギリシア方言」に属し、「ラコニア方言」や「コリントス方言」の総称にあたる。

## 使用例
使用地域は広く、スパルタ（ラコニア）やコリントス含むペロポネソス半島の大部分、メガラ、アイギナ島・クレタ島・ロドス島などエーゲ海の島々、小アジア南西沿岸、南イタリアやシケリア島のドーリス系植民市で使われた。ヘレニズム期にコイネーが標準語になると、ドーリス方言は地方語・田舎語の象徴になった。
アルクマン、ステシコロス、イビュコス、シモニデス、バッキュリデス、ピンダロスらの合唱歌にもドーリス方言が使われている。これは、合唱歌がスパルタとその植民市で多く作られたことに由来する。合唱歌のドーリス方言は、本来のドーリス方言と異なりホメロス言語などの要素を含む、人工的な詩的言語である。
その他、アルキメデス、テオクリトス、エピカルモス、エリンナ、新ピタゴラス派の偽アルキタスや偽ティマイオス、『ディッソイ・ロゴイ』、『ゴルテュン法典』などに使われている。
高津春繁は薩摩方言風に和訳している（アリストパネス『女の平和』に登場するスパルタ人の台詞）。

## 特徴
母音の e が a になる（アテナはアタナ、セレネはセラナ）などの特徴がある。地域も使用者も広範なため方言内の変異が大きい。

## 影響
オデュッセウスがラテン語で「ウリクセス」（羅: Ulixes）と呼ばれるのは、南イタリアのドーリス方言形（古希: Οὐλίξης）が由来とされる。
現代ギリシア語のツァコニア方言は、他の方言がイオニア方言の系統にあるなか、唯一ドーリス方言の系統にある。